# Celestyn Myślenta
Celestyn Myślenta (także: Mislenski, Mislenta, ur. 27 marca 1588 w Kutach, zm. 20 kwietnia 1653 w Królewcu) – polski teolog luterański, orientalista, przez 24 lata rektor Uniwersytetu Albrechta w Królewcu.
Był synem Mateusza i Eufrozyny z Wiercińskich. Jego ojciec, pochodzący ze starej polskiej szlachty, osiadł w Kutach jako pastor protestancki.
Językiem domowym Celestyna był polski. Myślenta kształcił się w szkołach łacińskich w Węgorzewie i Frydlandzie. Studia uniwersyteckie podjął na Albertynie w Królewcu, kontynuował w Wittenberdze, Lipsku i Gießen. Studiował teologię, filozofię, języki orientalne. Znał biegle hebrajski, chaldejski, arabski, syryjski, grekę i łacinę, a słabo język niemiecki.
W Gießen uzyskał tytuł doktora teologii.
W 1619 został profesorem nadzwyczajnym w katedrze teologii, a w 1621 profesorem zwyczajnym w katedrze hebrajskiego na uniwersytecie w Królewcu. Siedmiokrotnie pełnił funkcję rektora tej uczelni, od 1628 nieprzerwanie przez 24 lata. W 1644 Myślenta jako rektor przewodniczył uroczystościom setnej rocznicy założenia Albertyny.
Celestyn Myślenta był ortodoksyjnym luteraninem. Równolegle z pracą na uniwersytecie sprawował w Kościele ewangelickim następujące funkcje: asesora konsystorza sambijskiego (od 1622), proboszcza kościoła katedralnego w Królewcu (od 1626) oraz wizytatora szkolnego okręgu sambijskiego. Jako wizytator zalecał w szkołach luterańskich wprowadzanie nauki języka polskiego obok łaciny.
Celestyn Myślenta był autorem licznych pism polemicznych, które ukazały się drukiem. W 1638 wspólnie z M. Eiflerem wydał program nauczania dla szkoły miejskiej w Ełku. W 1626 wydana została w Królewcu jego obszerna praca Manuale Prutenicum na temat historii religii w Prusach (od czasów pogańskich do roku 1625).
Na pogrzebie Celestyna Myślenty mowę wygłosił Simon Dach.